# Samuel Benjamin Pontén
Samuel Benjamin Pontén, född 13 maj 1823 i Bergagård, Hultsjö socken, Jönköpings län, död 20 januari 1905 i Österåkers församling, Stockholms län, var en svensk präst. Han var son till Johan Pontén samt far till Erik och Knut Pontén.
Pontén blev student vid Uppsala universitet 1842, filosofie kandidat 1849 och filosofie magister 1851. Han prästvigdes 1846, blev huspredikant hos majoren R. von Bahr på Margretelund 1846, var skeppspräst på fregatten Eugenie under dess världsomsegling 1851–1853, tilldelades kunglig hovpredikants namn, heder och värdighet 1853, blev pastorsadjunkt i Sankt Jakobs och Sankt Johannes församling i Stockholm 1853 och i Klara församling 1855. Han var föreståndare för Wallinska flickskolan i Stockholm 1855–1858, blev extra ordinarie hovpredikant 1856, kyrkoherde i Österåkers socken 1858 och var kontraktsprost 1861–1885. Pontén blev ledamot av Nordstjärneorden 1865.